# Peter Pyle
Peter Pyle (* 1957 in Seattle, Washington) ist ein US-amerikanischer Ornithologe. Er gilt als einer der weltweit führenden Experten zum Thema Mauser.

## Leben
Pyle ist der Sohn von Robert Lawrence Pyle (1923–2007) und Bonita Leilani Pyle (1928–2017), geborene Bryan. Sein Vater war Meteorologe und ein bekannter Vogelbeobachter auf Hawaii und im Pazifik. Seine Mutter war Botanikerin und Ethnographin. Von 1977 bis 1986 war Peter Pyle an Studien über Waldvögel in Hawaii, Mikronesien und auf Amerikanisch-Samoa beteiligt. 1979 erwarb er den Bachelor of Arts am Swarthmore College in Swarthmore, Pennsylvania. Ab 1985 arbeitete er 24 Jahre lang für das Point Reyes Bird Observatory (PRBO) als Biologe auf den Farallon-Inseln, wo er sich intensiv mit der Vogel-, Fledermaus- und Schmetterlingsmigration sowie dem Meeresökosystem der Inseln befasste. Er betrieb auch Studien über den Weißen Hai im Rahmen des Farallon Islands White Shark Project und wirkte 1985 an der Dokumentation Great White Shark von Paul Atkins mit. Seit 1987 ist er Mitglied beim California Bird Records Committee. Seit 1995 ist er Wissenschaftlicher Mitarbeiter beim Bernice P. Bishop Museum in Honolulu, Hawaii. Seit 1996 ist er Wildbiologe beim Institute for Bird Populations in Kalifornien, wo er Forschungen zum Thema Mauser durchführt und Vogelberingungs-Workshops leitet. Seit 1998 ist er Wissenschaftlicher Mitarbeiter an der California Academy of Sciences in San Francisco.
Pyle hat über 170 Fachartikel, mehrere Bücher und eine Monographie über die Vögel von Hawaii geschrieben oder mitverfasst. Zu seinen Büchern zählen Distributional Checklist of North American Birds (1986), Handbook of Field Methods for Monitoring Landbirds (1993), Flight-feather Molt Patterns and Age in North American Owls (1997), Identification Guide to North American Birds, Part I: Columbidae to Ploceidae (1997), Identification Guide to North American Birds. Part II: Anatidae to Alcidae (2008), Molt and Aging Criteria for Four North American Grassland Passerines (2008) und The Birds of the Hawaiian Islands: Occurrence, History, Distribution, and Status (2009).
2011 gehörte Pyle neben Andreanna J. Welch und Robert C. Fleischer zu den Erstbeschreibern des Midwaysturmtauchers (Puffinus bryani), eine Seevogelart, die Pyle nach seinem Großvater, dem Naturforscher Edwin Horace Bryan, Jr. (1898–1985) benannte.
Pyle war als Co-Autor an zahlreichen Beiträgen in der Online-Ausgabe des Standardwerks Birds of North America beteiligt, darunter über den Ufertyrann (Empidonax difficilis), die Harris-Ammer (Zonotrichia querula), die Ost-Kreischeule (Megascops asio), die Rotschnabeltaube (Patagioenas flavirostris), die Flussseeschwalbe (Sterna hirundo) und den Bullock-Trupial (Icterus bullockii).